# LOPIA
LOPIA（日语： lopia */?，臺灣官方譯為「樂比亞」）是一家日本連鎖超市，總部位於神奈川縣川崎市幸區。 「ロピア」公司名源自「低價烏托邦」，並以低價路線迅速展店，因而被視為食品零售界的低價商店。 標語是「食生活♡♡樂比亞」（食生活♡♡（ラブラブ）ロピア）。
2021年於台灣設立海外分公司，2023年於臺中市開設首間分店，在台灣屬於高檔超市，目前有8間超市營業中，展店計劃30間超市。

## 沿革
- 1971年 - 在神奈川縣藤澤市創辦肉寶商店藤澤店。。
- 1994年 - 開始經營超市業務。
- 2021年11月，「日商樂比亞股份有限公司」在台灣設立

## 概述
該公司在19個都道府縣經營店鋪（截至2025年5月），主要分布在神奈川縣、東京都的關東地區、埼玉縣、千葉縣和茨城縣，以及山梨縣、愛知縣、岐阜縣、三重縣、奈良縣、京都府、大阪府和兵庫縣、福岡縣和宮城縣的中部地區和近畿地區，經營Lopia和 Fresh Daisen Yutakaraya 食品超市。 2011 年，公司從 Yutakaraya Corporation 更名為 Lopia Corporation、食品スーパーの「ロピア」「新鮮大売りユータカラヤ」を展開する。
LOPIA公司以「新鮮大銷售」為企業理念，在關東地區、中部地區、近畿地區、九州地區和東北地區的東京及其他11個都道府縣經營超市。該公司還在神奈川縣經營肉類專賣店。盡管是一家中型超市，但它在內部開發了自己的自有品牌產品，並提供一系列商店品牌，包括飲料和調味品。作為一家肉店，它還在自己的火腿工廠生產火腿和香腸，並提供「老式肉面包屑」等加工食品。 在一些商店的糖果角落里，蒸汽機車模型正在運行，讓購物者大飽眼福。
1990年代和2000年代在西友退出的舊址開設店鋪，但近年來也在LaLaport等購物中心開設租戶店鋪，並在不同行業開設大眾零售店，如島中家居和澱橋相機。2012年11月，隨著 Lalaport TOKYO-BAY 西翼（原船橋綜合商店）的翻新和更新，該公司進入千葉縣，此後不僅在東京和埼玉縣，還在包括大阪和兵庫縣在內的近畿地區，以及東海、福岡、宮城和山梨縣擴大了商店網絡。正如下文所述，該公司計劃在2024年至2025年期間，通過接管伊藤洋華堂關閉的店鋪，將業務擴展到北海道、青森、巖手、新潟和長野縣。另一方面，該公司曾計劃在靜岡縣開設店鋪，但後來取消。

## 店鋪
台灣
| 地區   | 名稱           | 地址                                  | 開幕           |
| ------ | -------------- | ------------------------------------- | -------------- |
| 台北市 | LaLaport南港店 | 115018 臺北市南港區經貿二路131號 B1   | 2025年3月20日  |
| 新北市 | 新莊宏匯店     | 242032 新北市新莊區新北大道四段3號 B1 | 2024年6月1日   |
| 新北市 | 環球新北中和店 | 235011 新北市中和區中山路三段122號 B1 | 2024年2月1日   |
| 桃園市 | 桃園春日店     | 330017 桃園市桃園區春日路618號 1F     | 2023年12月16日 |
| 台中市 | LaLaport台中店 | 401004 台中市東區進德路700號 B1       | 2023年1月17日  |
| 台中市 | IKEA台中店     | 408030 台中市南屯區向上路二段168號 1F | 2025年5月9日   |
| 台南市 | 台南新光店     | 704008 台南市北區西門路四段135號 2F   | 未定           |
| 高雄市 | 高雄漢神巨蛋店 | 813603 高雄市左營區博愛二路777號 B1   | 2024年10月4日  |
| 高雄市 | 高雄夢時代店   | 806611 高雄市前鎮區中華五路789號 B1   | 2025年7月10日  |

## 脚注
1. 1 2 3 4  . 株式会社ロピア.   [2020-04-23]. （原始内容存档于2024-03-30） （日语）.
2. ↑  . BuzzFeed Japan.   [2020-04-23]. （原始内容存档于2023-06-06） （日语）.
3. ↑  . 流通ニュース. 株式会社ロジスティクス・パートナー. 2019年03月22日  [2020-04-23]. （原始内容存档于2024-05-22）.
4. 1 2  . 株式会社ロピア.   [2023-06-11]. （原始内容存档于2023-04-25） （日语）.
5. ↑  店舖資訊

## 外部連結
- LOPIA 台灣的Facebook專頁
- LOPIA 台灣的Instagram帳戶
- 株式会社ロピア （页面存档备份，存于）
- 株式会社OICグループ （页面存档备份，存于）
- 利恵産業株式会社 （页面存档备份，存于） - グループ会社